# Alexandra Marinescu
Alexandra Marinescu (Bucarest, Rumania, 18 de marzo de 1982) es una gimnasta artística rumana, dos veces campeona del mundo en el concurso por equipos en 1995 y 1997.

## Carrera deportiva
En el Mundial de Sabae 1995 gana el oro por equipos, por delante de China (plata) y Estados Unidos (bronce), siendo sus compañeras de equipo: Lavinia Milosovici, Gina Gogean, Simona Amanar, Andreea Cacovean, Claudia Presacan y Nadia Hategan.
En los JJ. OO. celebrados en Atlanta (Estados Unidos) en 1996 gana el bronce en el concurso por equipos, tras Estados Unidos (oro) y Rusia (plata). Poco después en el Mundial celebrado en San Juan (Puerto Rico) gana la plata en la viga de equilibrio, tras la rusa Dina Kochetkova.
Y en el Mundial de Lausana 1997 gana el oro por equipo, por delante de Rusia y China, siendo sus compañeras en esta ocasión: Simona Amanar, Claudia Presacan, Gina Gogean, Corina Ungureanu y Mirela Tugurlan.

## Controversia sobre su edad
Durante su carrera como gimnasta competitiva, Marinescu utilizó un pasaporte falsificado que indicaba que su año de nacimiento era 1981, cuando en realidad había nacido en 1982. Su edad fue adulterada para que pudiera ser elegible para competir en el Campeonato Mundial de Gimnasia Artística de 1995 y en los Juegos Olímpicos de Atlanta 1996. Ese dato, junto a los abusos que sufrió mientras entrenaba en el club Cetate Deva, fueron revelados en su libro Secretele gimnastei de 2002.